# ترانه بهار
ترانه بهار (ایتالیایی: Canzone di primavera) یک فیلم درام ایتالیایی به کارگردانی ماریو کوستا است که در سال ۱۹۵۰ منتشر شد.

## بازیگران
- لئوناردو کورته‌سه
- دلیا اسکالا
- آرولدو تیری
- لائورا گره
- پائولا بوربونی
- تامارا لیس
- ککو دورانته
- دانته ماجو
- لائورو گادزولو
- کلاودیو ویلا
- فرانکو کوپ
- آلدو سیلوانی
- فرانکو پشه
- یونه مورینو
- پی‌یرو لولی
- آرتورو براگالیا
- انریکو گلوری
- ویتوریو سانیپولی
- نینو مارکتی
- چیرو براردی
- انریکو لوتسی
- جوزپه پیه‌روتسی